# Mr. Blue Sky
«Mr. Blue Sky» es una canción del grupo británico Electric Light Orchestra, incluida en el álbum doble de estudio Out of the Blue (1977). Escrita y producida por Jeff Lynne, fue publicada como el segundo sencillodel álbum, tras «Turn to Stone», alcanzando el puesto 6 en la lista UK Singles Chart y el 35 en la lista Billboard Hot 100. Es también la cuarta y última canción de la suite Concerto for a Rainy Day (cara A del segundo disco).
La canción ha sido utilizada en las películas Eternal Sunshine of the Spotless Mind (2004), The Game Plan (2007), Megamind (2010), Guardianes de la Galaxia vol. 2 (2017) y Super Mario Bros.: La película (2023).[cita requerida]

## Composición y grabación
En una entrevista con BBC Radio, Lynne comentó que compuso «Mr. Blue Sky» mientras estaba recluido en un chalet en los Alpes suizos, en un intento por escribir la continuación de A New World Record: «Estuvo oscuro y brumoso durante dos semanas y no llegué a hacer nada. De repente el sol apareció y fue: "Guau, mira esos preciosos Alpes". Escribí "Mr. Blue Sky" y otras trece canciones durante las dos siguientes semanas». La canción fue definida como beatlesca por sus similitudes con las canciones «Martha My Dear» y «A Day in the Life».
La canción incluyó la voz de Richard Tandy cantando la frase «Mr. Blue Sky» a través de un vocoder. Un segundo segmento de vocoder al final de la canción fue a menudo interpretado como «Mister Blue Sky-yi», aunque en realidad dice «Please turn me over» («Por favor dame la vuelta») ya que corresponde al final del lado tres del álbum. La frase fue confirmada por Richard y por el propio Lynne en el programa One Show en 2012.
En 2012, Lynne regrabó la canción y publicó una nueva versión en Mr. Blue Sky: The Very Best of Electric Light Orchestra, un recopilatorio con regrabaciones de canciones de la ELO. Con motivo del lanzamiento del recopilatorio, se publicó un videoclip animado dirigido por Michael Patterson, con secuencias de animación diseñadas por estudiantes de la Universidad del Sur de California.

## Video musical
Un video musical se lanzó a fines de 2012 a través del sitio web oficial de ELO y YouTube. Es una colorida animación dirigida por Michael Patterson y Candace Reckinger con secuencias de animación diseñadas y animadas por estudiantes de la Universidad del Sur de California.[cita requerida]